# Matan Baltaxa
Matan Baltaxa (in ebraico מתן בלטקסה‎?; Shoham, 20 settembre 1995) è un calciatore israeliano, centrocampista dell'Hapoel Be'er Sheva.
In alcune fonti il suo cognome viene citato come Baltaksa.

## Palmarès

### Club

#### Competizioni nazionali
- Campionato israeliano: 1

Maccabi Tel Aviv: 2023-2024
- Coppa d'Israele: 2

Maccabi Tel Aviv: 2020-2021
Hapoel Be'er Sheva: 2024-2025
- Coppa Toto: 1

Maccabi Tel Aviv: 2020-2021
- Supercoppa d'Israele: 2

Maccabi Tel Aviv: 2020, 2024